# Lasiodora franciscana
Espèce
Lasiodora franciscana est une espèce d'araignées mygalomorphes de la famille des Theraphosidae.

## Distribution
Cette espèce est endémique du Brésil. Elle se rencontre dans les États du Goiás, du Minas Gerais, dans le Sud-Ouest de l'État de Bahia, dans le Nord de l'État de São Paulo et dans le District fédéral.

## Description
La carapace du mâle holotype mesure 21,29 mm de long sur 19,85 mm et l'abdomen 19,60 mm de long sur 14,62 mm et la carapace de la femelle paratype 27,15 mm de long sur 24,76 mm et l'abdomen 31,81 mm de long sur 21,14 mm.

## Systématique et taxinomie
Cette espèce a été décrite par Bertani en 2023.

## Étymologie
Son nom d'espèce lui a été donné en référence au lieu de sa découverte, la vallée du Rio São Francisco.

## Publication originale
- Bertani, 2023 : « Taxonomic revision and cladistic analysis of Lasiodora C. L. Koch, 1850 (Araneae, Theraphosidae) with notes on related genera. » Zootaxa, no 5390(1), p. 1-116.